# Le Creux
De Petit Creux (of Le Creux) is een Franse kaas die gemaakt wordt in de Bourgogne.
Het is een klein kaasje stevig, maar met een zachte binnenkant. Het is een kaas voor de liefhebber, de kaas is goed vergelijkbaar met de Époisses. De kaas wordt tijdens het rijpingsproces gewassen met een mengsel met Marc de Bourgogne, wat een duidelijke invloed heeft op de smaak.
Overigens is er ook een Zwitsers kaasmerk “Creux”, dat is echter een “fromage blanc”, een verse kaas die meer weg heeft van wat in het Nederlands kwark heet dan van kaas.